# Iben Maria Zeuthen
Iben Maria Zeuthen (født 1985) er en dansk tv- og radiovært.

## Baggrund og uddannelse
Hun er datter af den kendte solocellist i Radiosymfoniorkestret Morten Zeuthen. I 2004 blev hun student fra Ingrid Jespersens Gymnasium, hvor hun gik på Rytmisk Linje. Hun har studeret dansk på Københavns Universitet.

## Erhvervskarriere
Hun har bl.a. medvirket i P3's Missionærerne, og i sommeren 2006 var hun sammen med Nicolai Hansson vært på børneprogrammet SommerSummarum på DR1. Fra starten af 2007 til sommeren 2008 lavede hun programmet Mondo sammen med Huxi Bach på P3. I 2008 var hun også i en kort periode vært på DR1's ungdomsquiz med navnet Hjerteflimmer: Pigerne mod Drengene. Sammen med Signe Lindkvist var hun vært på programmet Høvdingebold.
I 2009 blev Iben Maria Zeuthen og Rasmus Kramer-Schou tildelt Prix Radios pris Årets radioprogram 2009 for Ibens Harem.
Iben Maria Zeuthen skiftede 24. januar 2011 P3 ud med ANR i Nordjylland, hvor hun blev stationsstemme (imagespeaker), og hvor hun også var vært på programmet Uhørt! mandag til torsdag fra 18 til 19. Hun stoppede senere på året, da hun blev ansat på Radio24syv. Hun blev erstattet af Mathilde Norholt.
Iben Maria Zeuthen er p.t. vært på programmet Det næste kapitel på Radio24syv. For dette program vandt hun i 2017 Prix Radio prisen Årets vært. Programmet bliver sendt fredage fra kl. 18.05-20.00.
Den 13. marts 2019, udgav Radio24syv et uddrag af et interview som Iben Zeuthen havde foretaget med den danske skuespillerinde Ghita Nørby. Programmet fik landsdækkende opmærksomhed grundet Ghita Nørbys bemærkninger om Iben Zeuthens interviewevner og personlighed.